# ボストン・レッズ (ユニオン・アソシエーション)
ここでは、1884年にアメリカ合衆国マサチューセッツ州ボストンを本拠地として、ユニオン・アソシエーションに加盟していたボストン・レッズ（Boston Reds）について記述する。

## 球団史
1884年のユニオン・アソシエーション設立の際チームが結成された。ボストンは当時ビーンイーターズ（現アトランタ・ブレーブス）が強さと人気を誇っていて、レッズへの関心は薄かったようである。最初はジェームス・バークとトミー・ボンドの二人の投手で廻していたが、シーズン中盤に勝ち星が延びなくなると、ボンドに換えてナショナルリーグで投げていたデューピー・ショーを補強した。ショーは7月19日のセントルイス・マルーンズとの試合で、1試合18奪三振を記録するなどの活躍をし、ボストンでは防御率1.77の記録を残している。打の中心は外野手のエド・クレーンで、彼はこの年リーグ2位の12本の本塁打と.285の打率を残したが、チーム全体の打率は.236と攻撃力があるチームとはいえなかったようである。
また同年ボストンからデビューしたトミー・マッカーシーは、この年投手として0勝7敗、打率.215と目だった活躍はできなかったが、数年後セントルイス・ブラウンズ（現カージナルス）でその才能を開花させた。彼はユニオン・アソシエーションでプレーした選手としては、唯一のアメリカ野球殿堂入り選手となっている。
チームは1シーズンをフルに戦い58勝51敗の成績に終わった。参加していたユニオン・アソシエーション自体は1年で消滅したが、チームは12月に開かれたリーグのミーティングに参加しなかったために、リーグから『除名』されたという扱いになっている。

## 戦績
※順位は勝率による。
| 年度   | リーグ | 試合 | 勝利 | 敗戦 | 勝率 | 順位 | 監督             | 本拠地            |
| ------ | ------ | ---- | ---- | ---- | ---- | ---- | ---------------- | ----------------- |
| 1884年 | UA     | 111  | 58   | 51   | .532 | 5位  | ティム・マーネン | Dartmouth Grounds |

## 所属した主な選手
- トミー・マッカーシー：外野手。ボストンでデビューし、後にアメリカ野球殿堂入り。
- エド・クレーン：1884年の本塁打12はリーグ2位。
- デューピー・ショー：デトロイト・ウルバリンズから移籍、309奪三振はリーグ3位。

## 主な球団記録
- 通算安打数：122（エド・クレーン）
- 通算本塁打：12（エド・クレーン）
- 通算勝利数：21（デューピー・ショー）
- 通算奪三振：309（デューピー・ショー）